# Véres munka (film)
A Véres munka (eredeti cím: Blood Work) 2002-ben bemutatott amerikai filmthriller, melyet Clint Eastwood rendezett. A forgatókönyvet Brian Helgeland írta, Michael Connelly azonos című regényéből. A főbb szerepekben Clint Eastwood, Jeff Daniels, Wanda De Jesús és Anjelica Huston látható.
Az Amerikai Egyesült Államokban 2002. augusztus 9-én mutatták be. Sem jegyeladások, sem kritikai téren nem aratott sikert.

## Cselekmény
Terry McCaleb FBI-ügynök egy emberölési ügy helyszínén üldözőbe vesz egy gyanúsítottat, akit a „számos gyilkos” néven ismert sorozatgyilkosnak vél. Bár Terry megsebesíti a férfit, az el tud menekülni, miközben az idősödő ügynök szívrohamot kap.
Két évvel később az immár nyugalmazott Terry egy kikötői hajón lakik, és szívátültetésen esett át, második esélyt kapva az életre. Felkeresi Graciella Rivers, annak a Gloria nevű nőnek a testvére, akit nemrég egy fegyveres rablás közben öltek meg. Terry Gloria halála után a mexikói nő szívét kapta meg. Graciella a volt nyomozó segítségét kéri a gyilkos megtalálásában. Orvos tanácsa ellenére az elszánt Terry elő akarja keríteni a tettest, ebben szomszédja, Jasper "Buddy" Noone, valamint egy Jaye Winston nyomozónő segíti.
Nyomozás közben Terry több gyanúsítottal is szembekerül, de egyikük sem a valódi elkövető. Eközben Graciellával és Gloria általa örökbe fogadott fiával, Raymonddal is egyre szorosabb kapcsolatot alakít ki, a nő iránt pedig gyengéd érzelmeket kezd táplálni.
Végül az egykori ügynök rádöbben: a gyilkos mindvégig Buddy volt. Mivel tudta, hogy Terry szívátültetésre vár, megölte az azonos vércsoportú Gloriát, az így megmentett nyomozóval pedig folytathatta a macska-egér játszmát. Buddy elrabolta Graciellát és fogadott fiát, egy elhagyatott hajóra hurcolva őket. Terry Buddyra fegyvert szegezve kideríti a helyszínt. Megérkezve Buddy tüzet nyit rá, de Terry lelövi, majd Graciella víz alá nyomja a haldokló férfi fejét, megbosszulva testvére halálát. 
Terry új életet kezd Graciellával és Raymonddal.

## Szereplők
| Szerep                  | Színész         | Magyar hang      |
| ----------------------- | --------------- | ---------------- |
| Terry McCaleb           | Clint Eastwood  | Reviczky Gábor   |
| Jasper "Buddy" Noone    | Jeff Daniels    | Csankó Zoltán    |
| Dr. Bonnie Fox          | Anjelica Huston | Ráckevei Anna    |
| Graciella Rivers        | Wanda De Jesús  | Bognár Gyöngyvér |
| Jaye Winston nyomozó    | Tina Lifford    | Kocsis Mariann   |
| Ronaldo Arrango nyomozó | Paul Rodriguez  | Háda János       |
| John Waller nyomozó     | Dylan Walsh     | Czvetkó Sándor   |
| James Lockridge         | Rick Hoffman    | Juhász György    |
| Mrs. Cordell            | Alix Koromzay   | Incze Ildikó     |
| Mikhail Bolotov         | Igor Jijikine   |                  |
| riporter                | Dina Eastwood   |                  |
| riporter                | Beverly Leech   |                  |
| Gloria Torres           | Maria Quiban    |                  |
| taxisofőr               | Brent Hinkley   |                  |

## Fogadtatás
Az 50 millió amerikai dolláros költségvetésből készült film az észak-amerikai mozikban 26 235 081, nemzetközileg pedig 5 559 637 dolláros bevételt termelt. Összbevétele így 31 794 718 dollár lett. A bemutató hétvégéjén az 5. helyen nyitott az amerikai mozikban, az XXX, a Jelek, a Kémkölykök 2. – Az elveszett álmok szigete és az Austin Powers – Aranyszerszám mögött.
A Rotten Tomatoes-on 152 kritika alapján 52%-os értékelést kapott. A szöveges összegzés szerint „rutinszerű, de hozzáértő módon elkészített thriller, fásult ütemezéssel elrontva.”

## Fordítás
- Ez a szócikk részben vagy egészben  a   Blood Work (film) című angol Wikipédia-szócikk ezen változatának fordításán alapul.  Az eredeti cikk szerkesztőit annak laptörténete sorolja fel. Ez a jelzés csupán a megfogalmazás eredetét és a szerzői jogokat jelzi, nem szolgál a cikkben szereplő információk forrásmegjelöléseként.